# Дубенська міська публічна бібліотека №3
Дубенська міська бібліотека № 3 — публічна бібліотека в м. Дубно Рівненської області.
Бібліотека №3 була створена Дубенською міською радою і розпочала свою роботу з 1 січня 1982 року. Приміщення для бібліотеки надав Дубенський сиркомбінат. На той час це було приміщення площею 17 кв.м. Працював один відділ обслуговування та 4 пункти видачі літератури. Бібліотекою завідувала Сідлярчук Тамара Миколаївна. Фонд бібліотеки налічував 6687 примірників книг.
З 1983 року завідувачкою бібліотеки стала Касько Світлана Миколаївна, яка працює в цій бібліотеці по даний час. В зв'язку з тим, що збільшувалася кількість читачів і кількість примірників книг в 1989 році бібліотеку розширили ще на одну кімнату, в якій розмістилася читальна зала. Бібліотека на сиркомбінаті працювала до 2001 року.
З 2001 року бібліотека розпочала свою роботу в районі цукровий заводу в приміщенні Міського будинку культури. Бібліотека обслуговує жителів мікрорайону та ЗОШ № 7. На всіх етапах свого розвитку бібліотека співпрацювала і свівпрацює в тісному контакті з сиркомбінатом, цукровим заводом, Міським будинком культури, ЗОШ № 7.
Основним завданням бібліотеки є пропаганда книги. В центрі уваги роботи бібліотеки завжди був читач, його інтереси, запити.
На сьогодні фонд бібліотеки становить понад 8000 тис. примірників книг, а також бібліотека може запропонувати багато цікавих і корисних періодичних видань. В бібліотеці зібрано багато краєзнавчої літератури, багато матеріалу знаходиться у тематичних папках.
Завдячуючи програмі «Бібліоміст» бібліотека отримала комп"ютерне обладнання. В бібліо-Інтернеті бібліотеки надається широкий спектр інформаційних послуг, зокрема можливість пошуку інформації в глобальній мережі Інтернет, здійснення електронного листування, спілкування в соціальних мережах, підготовки документів в електронному вигляді, перегляд кінофільмів, мультфільмів, прослуховування музики, замовлення та доставка товарів, білетів.